# Will Lee
William Franklin "Will" Lee (født 8. september 1952 i Texas) er en amerikansk elbassist.
Lee har spillet med Randy Brecker, Steve Gadd, Michael Brecker, Bette Midler, Carly Simon, George Benson, Billy Cobham, Barbra Streisand, Bob Mintzer, Steely Dan, Cyndi Lauper, Frank Sinatra, James Brown, Ringo Starr, Billy Joel, B.B. King, David Sanborn og mange flere.
Han spiller i jazz-, rock- og funkstil og har lavet to soloplader hvor han også synger på den ene.

## Diskografi
- Oh!
- Birdhouse